# 烏山城
烏山城（からすやまじょう）は、栃木県那須烏山市（下野国那須郡）にあった日本の城（山城）。国の史跡に指定されている。

## 概要
標高202ｍの八高山に築かれた山城で、山上部に本丸、二の丸を中心に五城三廓と呼ばれる廓を配し、城山の東麓に万治2年（1659年）に堀親昌によって三の丸が増築され、御殿と多門櫓が築かれた。

## 歴史・沿革
応永25年（1418年）、下那須家初代の那須資重によって築かれ、永正11年（1514年）の下那須家滅亡まで下那須家の居城、那須氏統一後は那須氏の居城として使われた。
戦国時代には、常陸国の佐竹氏によりたびたび攻撃対象とされ、永禄6年（1563年）の大海の戦い、永禄9年（1566年）の治部内山の戦い、永禄10年（1567年）の大崖山の戦い、霧ヶ沢の戦いなど、何度か城下まで攻め込まれているがいずれも退けている。天正18年（1590年）の那須資晴の代に、豊臣秀吉による小田原征伐で北条氏側に立った那須氏は一旦改易された。後に同じく小田原征伐後に100万石を没収され改易された織田信雄が入城し（配流・蟄居処分とも）、2カ月間城主を務めた。その後は文禄4年（1591年）に成田氏長が2万石で封じられるが、1596年に死去し、跡を弟の成田長忠（泰親）が継いだ。成田家の下で江戸時代の開始を迎え、当城が烏山藩の政庁となるが、元和2年（1617年）に長忠が死んだのち、数年ほどの間に後継を巡る御家騒動が2度起こり、数代続いた成田家は改易された。
次に松下重綱が入るが、4年後に転封。堀親良が入り、45年後の次代堀親昌の時に転封。代わって寛文12年（1672年）に幕閣の重鎮であった板倉重矩が入封し、城下町の改良を始めるが翌年に死去。次代の板倉重種が事業を継続するが、計9年後の延宝9年（1681年）に転封。
代わって下野国那須藩から入ったのが那須資弥。90年ぶりに那須氏が城主に復帰した。ただし出自はかつての那須氏の末裔ではなく、徳川4代将軍徳川家綱の生母宝樹院の弟、すなわち将軍の叔父にあたることから取り立てられ、名族の那須家に養子に入れられた。6年後の貞享4年（1687年）、養子の那須資徳の時、お家騒動（「烏山騒動」）で改易された。あとに永井直敬が入るが15年後に転封、稲垣重富が入り、15年後の次代の稲垣昭賢の時に転封、と藩主家の交代が繰り返された。
享保10年（1725年）、大久保常春の入封後はもう転封は起こらず、大久保氏が代々城主を務めた。
明治2年（1869年）、版籍奉還と共に廃城となった。明治5年（1872年）には、積雪によって三ノ丸御殿が倒壊、明治6年（1873年）には、失火によって、古本丸、二ノ丸、中城、北城の建物を焼失した。

## 考古資料

### 遺構
現在は、県立自然公園として、石垣・土塁など、各遺構が良好な形で現存している。また、搦手門である神長門が移築され現存している。

## 交通
- JR東日本・烏山線・烏山駅から約15分
- 東北自動車道・矢板ICから約50分

## 登場作品
- 『蛇姫様』（川口松太郎著1946年）- これを原作とする映画「蛇姫様」およびテレビ時代劇｢新蛇姫様｣の舞台となった。登場人物「蛇姫」は、大久保忠胤の四女「於志賀の方」がモデルである。